# زيادي (مكيال)
أصل الكلمة: ينسب إلى زياد بن أبيه أخي معاوية. وهو مكيال إسلامي يستعمل في الوزن والكيل أثناء العصور الإسلامية.

## المصدر
عن كتاب حقيقة الدينار والدرهم والصاع والمد لأبي العباس أحمد العزفي السبتي.